# Оттенхёфен (Шварцвальд)
Оттенхёфен (нем. Ottenhöfen im Schwarzwald) — община в Германии, в земле Баден-Вюртемберг.
Подчиняется административному округу Фрайбург. Входит в состав района Ортенау. Население составляет 3271 человек (на 31 декабря 2010 года). Занимает площадь 25,26 км².

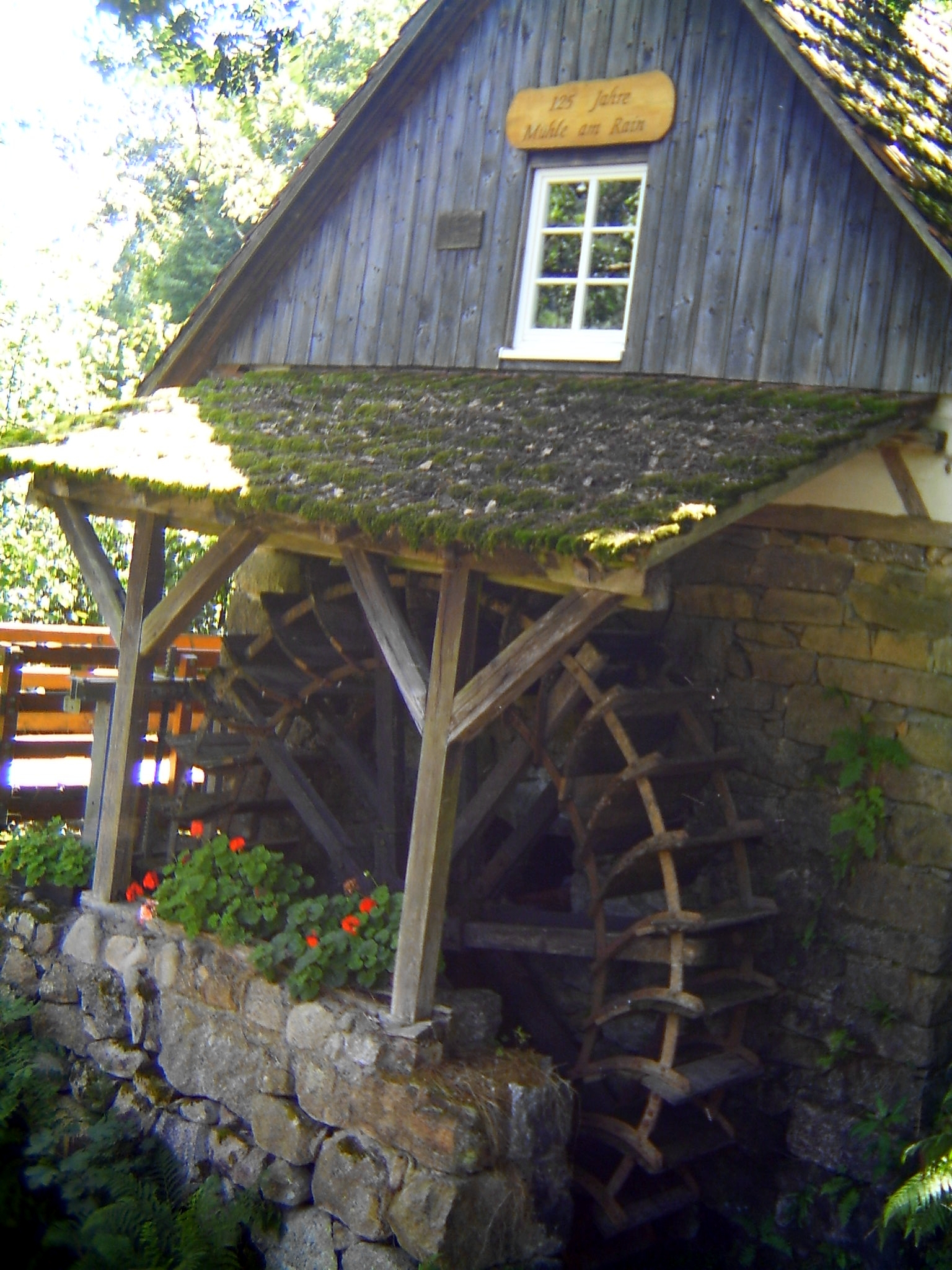
Оттенхёфен